# Дарія Кінцер
Да́рія Кі́нцер (нар. 29 травня 1989 року, Ашаффенбург, Німеччина ) — хорватська співачка , що проживає у Відні, Австрія. Представниця Хорватії на Євробаченні 2011 в Дюссельдорфі. 
5 березня 2011 року виграла національний відбір з піснею «Break a Leg». Пізніше стало відомо, що співачка поїде на конкурс з піснею «Celebrate» . Вона виступила в першому півфіналі, але через недостатню підтримку з боку європейської телеаудиторії не пройшла у фінал конкурсу.